# Aggeo
Aggeo (VI secolo a.C.) è stato il decimo dei profeti minori, riconosciuto santo dalle chiese cristiane che ammettono il culto dei santi. Il suo libro è presente nell'Antico Testamento.

## Biografia
Questo personaggio fu attivo dal 520 a.C. in poi, periodo in cui era da poco finito l'esilio a Babilonia, iniziato nel 589 a.C.
Il libro, che parla di una predicazione operata nel primo periodo del re persiano Dario I di Persia, è composto di due capitoli, nei quali Dio esorta il popolo affinché riedifichi il tempio di Gerusalemme, dopo che Nabucodonosor II aveva distrutto il tempio di Salomone al tempo dell'esilio; in assenza dell'edificio sacro, infatti, il Signore ha finora donato scarsa prosperità alla terra, ma le cose peggioreranno se non verrà ricostruito il luogo di culto.
Come ricompensa in cambio dell'onore a Lui tributato, il Signore donerà nuova fertilità alla terra.
In tutto il libro, Dio parla per mezzo di Aggeo a tutto il popolo di Israele, ma in particolare a Zorobabele governatore della Giudea sottoposto a Dario ed al sommo sacerdote Giosuè.

## Culto
Aggeo è riconosciuto come santo dalla Chiesa cattolica di rito bizantino, dalla Chiesa cristiana ortodossa e dalla Chiesa apostolica armena. Le prime due lo celebrano il 16 dicembre e la terza il 31 luglio. La Chiesa cattolica di rito romano lo celebra il 16 dicembre.